# Denebola
Denebola (β Leonis) je jasná hvězda v souhvězdí Lva, která představuje jeho ocas. Název pochází z arabského výrazu „Dhanab al-Asad“, což znamená „ocas lva“. Denebola je druhá nejjasnější hvězda v souhvězdí Lva a patří mezi relativně blízké hvězdy, vzdálené asi 36 světelných let od Země.  

## Charakteristika hvězdy
Denebola je mladá hvězda hlavní posloupnosti, patřící ke spektrální třídě A3 V. Má bílou barvu a povrchovou teplotu přibližně 8 500 K. Vzhledem ke své hmotnosti (asi 1,75× větší než Slunce) a jasnosti (15× svítivější než Slunce) se jedná o typickou hvězdu této třídy.  
Podle pozorování vykazuje Denebola infračervený přebytek, což naznačuje přítomnost prachového disku v okolí hvězdy. Tento disk může být pozůstatkem procesu formování hvězdného systému nebo důsledkem kolizí planetesimál.
Denebola také patří mezi proměnné hvězdy typu Delta Scuti. Její jasnost kolísá o přibližně 0,025 magnitudy během několika hodin, což je způsobeno pulzacemi na povrchu hvězdy.

### Základní údaje
| Parametr                   | Hodnota                           |
| -------------------------- | --------------------------------- |
| Hvězdná velikost           | 2,13 mag                          |
| Absolutní hvězdná velikost | 1,92 mag                          |
| Rektascenze (RA)           | 14h34m19,41s                      |
| Deklinace (DEC)            | +11° 49′ 3,58″                    |
| Spektrální třída           | A3 V                              |
| Barvy hvězdy (B-V)         | 0,09                              |
| Vzdálenost od Země         | 35,9 ± 0,2 ly (*11,01 ± 0,06 pc*) |
| Hmotnost                   | 1,75 M☉                           |
| Svítivost                  | 15 L☉                             |
| Teplota povrchu            | 8 500 K                           |

### Pohyb a rotace
Denebola se pohybuje rychlostí asi 20 km/s vůči Slunci. Je členem Hyádského proudu, což je skupina hvězd sdílejících společný pohyb galaxií. To naznačuje, že hvězdy této skupiny pravděpodobně vznikly ze stejné hvězdné porodnice.
Hvězda rotuje velmi rychle, s rovníkovou rotační rychlostí kolem 128 km/s, což je několikanásobek rychlosti rotace Slunce. Tato rychlá rotace způsobuje zploštění hvězdy v oblastech pólů.

### Prachový disk
Infračervené záření zaznamenané u Deneboly je interpretováno jako důkaz přítomnosti chladného prachového disku, jehož teplota dosahuje asi 120 K. Podle měření ze Herschelovy vesmírné observatoře se tento disk nachází ve vzdálenosti přibližně 39 AU od hvězdy. Takové disky bývají spojeny s mladými hvězdami a mohou naznačovat přítomnost planetárního systému podobného tomu, který obklopuje naše Slunce.

## Kulturní význam
Denebola představuje ocas lva v tradičním zobrazení souhvězdí Lva.  
V astrologii je spojována se změnami počasí. Arabští astronomové ji nazývali Al Ṣarfah (Proměna), což vyjadřuje, že její východ nebo západ předpovídal změnu ročního období nebo počasí.
Ve starověké čínské astronomii byla součástí asterismu „Sedadlo pěti císařů“, kde byla označována jako 五帝座一 (Wǔdìzuò-yī – První hvězda Sedadla pěti císařů).